# سعيد جرجس البستاني
سعيد بن جرجس البستاني أو ابن جرجس أبي فياض البستاني (من مواليد 1852/ 1330هـ في دير القمر في لبنان ـ 1912/ 1815هـ)، هو مربّ وفقيه وكاتب وشاعر وأديب من القضاة تخصص بعلم الفقه، عين رئيساً لمحاكم كسروان وجزين ودير القمر لمدّة 25 سنة. حصل على الرتبة الثالثة من الذات الشاهانيّة بواسطة نعوّم باشا. ألف رواية داود النبي شعرًا في غزير، جمع قصائده و شروحاته الفقهيّة في كتاب مجمع الأنهر و ملتقى الأبحر، وترك مكتبة جمعت من المخطوطات والفوائد الفقهية.

## الدراسة
درس سعيد بن جرجس البستاني في المدرسة الوطنية للبستاني، ومعهد مارلويس في غزير. ويعتبر أحد أعلام المعهد.

## العائلة
هو أحد أفراد العائلة البستانية التي ساهمت في نهضة الأدب والثقافة العربية الحديث، ضمت العائلة شخصسات أمثال:
- بطرس البستاني الملقب بالمعلم (1819 - 1883)
- عبد الله البستاني الملقب بحجة اللغة (1854 - 1930)
- سليمان البستاني الملقب بهوميروس العرب (1856- 1925)
- فؤاد أفرام البستاني الملقب بمجمع المعارف، ومعلّم الجيل (1856- 1925)
- أمين زيدان أفرام البستاني (1854 - 1937)
- سعيد بن راشد حنا البستاني (1859-1901)